# Fachlexikon
Ein Fachlexikon (auch: Fachwörterbuch, Sachlexikon) ist ein meist alphabetisch geordnetes Nachschlagewerk, in dem das Wissen eines begrenzten Fachgebiets beschrieben wird, und zwar im Gegensatz zu Enzyklopädien normalerweise ohne den Anspruch erschöpfender Darstellung.
Überschneidungen gibt es mit den Bezeichnungen Sachwörterbuch und Reallexikon (von lat. realis; res: Sache) – ursprünglich ein alphabetisch geordnetes Nachschlagewerk für ein bestimmtes Fachgebiet, das ausschließlich zu Sachen, Begriffen und Grundlagen eines Fachgebiets Auskunft gibt, nicht zu Personen und Biografien, wobei Reallexikon häufig größere Detailtiefe ausdrückt. 
Im heutigen Sprachgebrauch werden die Begriffe Fachlexikon, Sachlexikon und Sachwörterbuch meist synonym verwendet.

## Biografische Nachschlagewerke
Diese verzeichnen Informationen zu realen, manchmal aber auch zu fiktiven Personen. Die größten allgemeinen biografischen Werke beschränken sich meist auf einen Nationalstaat. Daneben existieren Werke, welche nur die Vertreter eines Berufs oder einer Branche verzeichnen, andere beschränken sich auf einen Zeitraum, auf die Anhänger einer Weltanschauung oder Personen eines Geschlechts (beispielsweise Frauenlexika). Es gibt Nachschlagewerke, die ausschließlich lebende Personen beschreiben, etwa das Who is Who, oder aber ausschließlich verstorbene Personen (wie das Dictionary of National Biography). Auch können mehrere Auswahlkriterien kombiniert werden.
Im weiteren Sinne biografische Nachschlagewerke sind solche, die überwiegend, aber nicht ausschließlich, biografische Informationen anbieten wie etwa das Lexikon der Fotografen.